# Gl 833
Gl 833 je hvězda spektrálního typu K2 vzdálená od Země 47,7 ly. Jedná se o oranžového trpaslíka v souhvězdí Indiána. Dalšími označeními hvězdy jsou HD 205390, HIP 106696, SAO 247109. Radiální rychlost hvězdy činí přibližně 28 km/s.